# 캐스린 모리스
캐스린 모리스(영어: Kathryn Morris, 1969년 1월 28일 ~ )는 미국의 배우이다.

## 경력
1991년 텔레비전 영화 《롱 로드 홈》으로 데뷔하였다. 스티븐 스필버그가 《컨텐더》(2000)를 본 후 《A.I.》(2001)에 발탁했다. 이어 역시 스필버그가 연출한 《마이너리티 리포트》(2002)에서 주인공 존 앤더턴(톰 크루즈 분)의 아내 라라 앤더턴 역을 맡았다. 오우삼이 연출하고 클라이브 오언, 모리 체이킨 등이 함께 출연했으며 BMW Z4의 현란한 모습을 볼 수 있는 BMW 단편 프로젝트 《더 하이어》의 호스티지 편(2002)에도 출연한 바 있다.
제리 브룩하이머의 CBS 범죄 수사 시리즈 《콜드 케이스》(2003-10)에서 미모의 여형사 릴리 러시 역을 맡아 범죄와 범죄 심리에 대한 본능적이고 천부적인 이해를 바탕으로 오랫동안 풀리지 않은 미해결 사건들을 해결해나가는 활약상을 보여주었다.

## 출연 작품

### 텔레비전
- 제시카의 추리극장 (1996)
- 여전사 지나 (1998-99)
- Providence (1999)
- 콜드 케이스 (2003-10) - 릴리 러시 역
- 콜로니 (2016)

### 영화
- 롱 로드 홈 (1991, Long Road Home)
- 기적의 터치다운 (1994, Rise and Walk: The Dennis Byrd Story)
- 모래 인간 (1995)
- 이보다 더 좋을 순 없다 (1997)
- 신의 전사 2 (1998)
- 인퍼노 (1998, Inferno)
- Inherit the Wind (1999)
- Hell Swarm (2000)
- 컨텐더 (2000)
- A.I. (2001) - 틴에이지 허니 역
- 마이너리티 리포트 (2002) - 라라 클라크 앤더턴 역
- 더 하이어(The Hire) - 호스티지(Hostage) 편 (2002) - 린다 들러크루아 (인질) 역 (BMW 단편 프로젝트)
- 페이첵 (2003) - 리타 던 역
- 마인드헌터 (2004) - 세라 무어 역
- 더 챔프: 분노의 주먹 (2005)
- 어쌔신네이션 (2008)
- 섹스 주식회사 (2010, Cougars, Inc.)
- 머니볼 (2011)
- Sunday's Mother (2012) - 단편
- The Coin (2013) - 단편
- The Sweeter Side of Life (2013)
- 더 퍼펙트 가이 (2015)
- 룸메이트 (2015, Roommate Wanted)
- 본 토마호크 (2015)
- 가질 수 있다면 (2017)
- 더 더트 (2019, The Dirt)